# Hua Mei
Hua Mei (chinois : 华美) est un panda géant femelle né le 21 août 1999. Progéniture de Bai Yun (mère) et Shi Shi (père) au zoo de San Diego, l'animal est le premier panda géant à survivre jusqu'à l'âge adulte aux États-Unis. Des millions de personnes dans le monde ont vu grandir Hua Mei via la Panda Cam du zoo.
Hua Mei est la demi-sœur aînée de cinq autres petits nés de Bai Yun : Mei Sheng, Su Lin, Zhen Zhen, Yun Zi et Xiao Liwu. Le père de ces petits est Gao Gao.
En février 2004, après avoir atteint l'âge adulte, Hua Mei fut transférée dans la réserve de Wolong, dans la province du Sichuan, en Chine. Jusqu'à 2007, elle donna naissance à 3 paires de jumeaux : les jumeaux mâles Tuan Tuan et Mei Ling le 1er septembre 2004, les jumeaux mâle / femelle Wei Wei et Ting Ting le 29 août 2005 et les jumeaux mâles Hua Long et Hua Ao, le 16 juillet 2007,,.
Après le tremblement de terre de 2008 au Sichuan qui endommagea une grande partie de l'installation de pandas géants à Wolong, Hua Mei fut transférée à la base des pandas de Bifengxia à Ya'an. En juillet 2009, Hua Mei donna naissance à une femelle nommée Hao Hao. Hua Mei mit ensuite au monde son huitième petit, un mâle nommé Yang Hu en septembre 2010. Puis elle donna naissance à son neuvième petit, une femelle nommée Jia Jia en août 2012 et un dixième petit, un mâle, en juillet 2013,.